# Falcipennis
Falcipennis är ett fågelsläkte i familjen fasanfåglar inom ordningen hönsfåglar: Släktet omfattar normalt endast två arter som förekommer i barrskogar i nordöstra Asien och norra Nordamerika:
- Amurjärpe (F. falcipennis)
- Granjärpe (F. canadensis) 
  - "Franklinjärpe" (F. c. franklinii) – urskiljs som egen art av Birdlife International